# Загальний гербовник дворянських родів Російської імперії
Загальний гербовник дворянських родів Російської імперії (рос. дореф. Общій Гербовникъ дворянскихъ родовъ Всероссійскія Имперіи; рос. Общий гербовник дворянских родов Российской империи) — звід гербів російських дворянських родів, заснований указом імператора Павла I від 20 січня 1797 року. Двадцять томів гербовника включають 3066 родових і кілька особистих гербів. Загальноприйняте скорочення — рос. ОГ.

## Маніфест
У маніфесті від 20 січня 1797 вказано:

1. Все гербы, в гербовник внесённые, оставить навсегда непременными так, чтобы без особливого нашего, или преемников наших повеления, ничто ни под каким видом из оных не исключалось и вновь в оные не было ничего прибавляемо.
2. Каждому дворянину того рода, коего герб находится в гербовнике […] выдавать на пергаменте за скрепою точные копии с герба оного рода и с описания при том находящегося.
3. В случаях, в коих нужда будет кому-либо доказывать дворянское своей семьи достоинство, принимать вернейшим доказательством онаго сей составленный по повелению нашему общий дворянских родов гербовник, который и хранить в нашем Сенате.

## Частини Загального гербовника
П'ять частин Загального гербовника були затверджені імператором Павлом I:
- Перша частина — 1 січня 1798 року (150 гербів);
- Друга — 30 червня 1798 року (150 гербів);
- Третя — 19 січня 1799 року (150 гербів);
- Четверта — 7 грудня 1799 року (150 гербів);
- П'ята — 22 жовтня 1800 року (150 гербів).

Імператором Олександром I були затверджені:
- Шоста частина — 23 червня 1801 року (160 гербів);
- Сьома — 4 жовтня 1803 року (180 гербів);
- Восьма — 25 грудень 1807 року (160 гербів);
- Дев'ята — 5 серпня 1816 року (160 гербів).

Десята частина була затверджена майже двадцять років потому, 3 січня 1836 року Миколою I (152 герба).
Перші чотири частини Загального Гербовника були віддруковані в Петербурзі в 1803—1809 рр., частини з п'ятої по десяту були видані в 1836—1840 рр. в кількості 600 екземплярів. Герби в них гравіровані в чорно-білому відтворенні.
Наступні десять частин надруковані не були й існують в єдиному екземплярі.
Імператором Олександром II була затверджена одинадцята частина — 13 квітня 1857 року (153 герба).
Імператором Олександром III були затверджені:
- Дванадцятий — 23 травня 1882 року (152 герба);
- Тринадцятий — 19 січня 1885 року (186 гербів);
- Чотирнадцятий — 11 квітня 1890 року (170 гербів).

Імператором Миколою II були затверджені:
- П'ятнадцята — 29 березня 1895 року (143 герба);
- Шістнадцята — 14 лютого 1901 року (140 гербів);
- Сімнадцята — 14 січня 1904 року (140 гербів);
- Вісімнадцята — 9 січня 1908 року (143 герба);
- Дев'ятнадцята — 12 червня 1914 року (142 герба);
- Двадцята — 3 лютого 1917 року (135 гербів).

Двадцять першою частиною Спільного Гербовника називають збірка з 61 герба, затверджених урядом Сенатом в період 1 червня — 22 листопада 1917 року.

## Після 1917 року
У 1992 році Російське Дворянське Зібрання почало видавати Новий Загальний Гербовник (30 гербів), який повинен був стати продовженням Загального Гербовника.
У 2013 році Марія Володимирівна Романова відновила практику затвердження чергових частин Загального Гербовника, затвердивши:
- Двадцять першу — 16 липня 2013 року (61 герб);
- Двадцять другу — 16 липня 2013 року (170 гербів).

XXI том являє собою збірник гербів, затверджених в 1917 році при Тимчасовому уряді, а XXII — герби затверджені Володимировичами (Кирилом Володимировичем, Володимиром Кириловичем і Марією Володимирівною) в 1933—2012 роках. У тому ж 2013 році,  М. В. Романова вирішила «відновити видання Загального Гербовника, і після публікації двадцять другої частини, підготувати до друку і XI—XXI томи, складені в 1857—1917 роках і залишилися в рукописі».